# Mike Terrana
Mike Terrana (Buffalo, New York, 1960. január 21. –) amerikai dobos, aki pályafutása során számtalan együttesben és előadónál megfordult. Az első professzionális munkájára 1984-ben került sor az MCA kiadóhoz tartozó torontoi Hanover Fist zenekarral. Ezt követően New York államba költözött, ahol számos stílusban és zenekarral turnézott. 1987 és 1997 között olyan virtuóz gitárosokkal dolgozott együtt, mint Yngwie J. Malmsteen, Tony MacAlpine, Steve Lukather és olyan együttesekben fordult meg, mint a Kuni és a Beau Nasty.
1997-ben Európába költözött, előbb Hollandiába, majd hat hónapra Németországba (ahol most van egy tenyészete). Itt olyan előadókkal is dolgozott, mint a Rage, a Gamma Ray, Axel Rudi Pell, Roland Grapow (Masterplan, ex-Helloween gitáros), Savage Circus.
Az új évezredben olyan gitárosok albumain is közreműködött, mint Tracy G és Kiko Loureiro, de ezenkívül három szólólemezt is kiadott. Az utolsó Sinfonica címmel jelent meg 2011-ben. 2006 környékén Hamburgban élt és a Masterplan nevű melodikus power metal együttes tagja volt. Jelenleg Olaszországban lakik és saját zenét ír.
Ezenkívül számos instrumentális és fúziós zenét játszó projektnél szokott vendégszerepelni. Erőteljes, technikás és mindvégig komplex játékstílusát dobklinikákon szokta népszerűsíteni szerte a világban. Ezeken a körutakon DrumCraft márkájú dobokat és Meinl Percussion cintányérokat szokott használni. Különleges képességeit eddig három DVD kiadványon is demonstrálta (Beginning Rock Drums, Double Bass Mechanics, Rhythm Beast Performance).

## Diszkográfia

### Artension
- Into the Eye of the Storm (1996)
- Phoenix Rising (1997)
- Sacred Pathways (2001)
- New Discovery (2002)
- Future World (2004)

### Axel Rudi Pell
- The Ballads II (1999)
- The Wizard's Chosen Few (2000)
- The Masquerade Ball (2000)
- Shadow Zone (2002)
- Knights Live (2002)
- Kings and Queens (2004)
- The Ballads III (2004)
- Mystica (2006)
- Diamonds Unlocked (2007)
- Tales of the Crown (2008)
- The Best of Axel Rudi Pell: Anniversary Edition (2009)
- The Crest (2010)
- The Ballads IV (2011)
- Circle of the Oath (2012)

### Beau Nasty
- Dirty but Well Dressed"' (1989)

### Ferdy Doernberg
- Storytellers Rain (2001)
- Till I run Out of Road (2004)

### Downhell
- A Relative Coexistence (2008)

### Driven
- Self-Inflicted (2001)

### Emir Hot
- Sevdah Metal (2008)

### Empire
- Chasing Shadows (2007)

### Jean Fontanille
- Unknown Parameter Value (2008)

### Roland Grapow
- Kaleidoscope (1999)

### Haggard
- Tales of Ithiria (2008) (narrátor)

### Hanover Fist
- Hungry Eyes (1985)

### Tony Hernando
- The Shades of Truth (2002)
- Ill (2005)
- VII (2008)

### Kuni
- Looking for Action (1988)

### Kiko Loureiro
- No Gravity (2005)
- Fullblast (2009)

### Tony MacAlpine
- Freedom to Fly (1992)
- Evolution (1995)
- Violent Machine (1996)
- Live Insanity (1997)

### Yngwie J. Malmsteen
- The Seventh Sign (1993)
- I Can't Wait (1994)
- Best Of (2000)
- Archive Box (2001)

### Masterplan
- MK II (2007)
- Time to Be King (2010)

### Metalium
- Millennium Metal – Chapter One (1999)

### Razorback
- Deadringer (2007)

### Rage
- Ghosts (1999)
- Welcome to the Other Side (2001)
- Best of Rage / The G.U.N. Years
- Unity (2002)
- Soundchaser (2003)
- Speak of the Dead (2006)

### Savage Circus
- Of Doom and Death (2009)

### Damir Simic
- The Quest (1998)
- Live in Zagreb (2002)
- Demomstratus (2004)

### Stuart Smith
- Heaven & Earth (1998)

### Squealer
- Made for Eternity (2000)
- Under the Cross (2002)

### Taboo Voodoo
- Somethin's Cookin' (2003)

### The Dogma
- Black Roses (2006)

### Tracy G
- Deviating from the Set List (2003)

### John West
- Mind Journey (1997)

### Zillion
- Zillion (2004)

### Theodore Ziras
- Superhuman (2008)

### Terrana solo CDs
- Shadows of the Past (1998)
- Man of the World (2005)
- Sinfonica (2011)

### Egyéb szereplések
- Tribute to Accept (Metalium által játszott Burning számban)(1999)
- Holy Dio - A Tribute to The Voice of Metal : Ronnie James Dio (1999)

## Videográfia

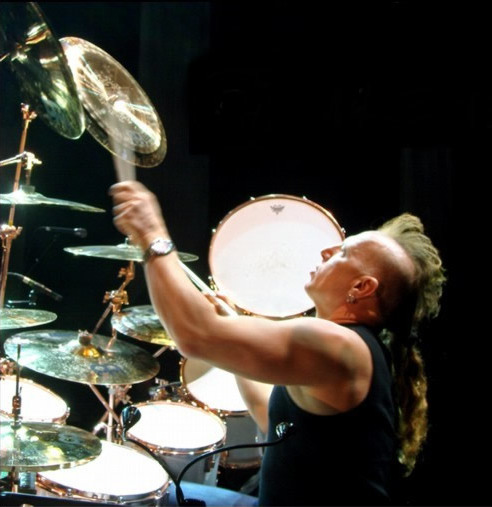
Mike Terrana dobolás közben.

### Axel Rudi Pell
- Knight Treasures (Live and More) (2002)
- Live Over Europe DVD (2008)
- One Night Live DVD (2010)

### Rage
- From The Cradle To The Stage Live DVD (2004)
- Full Moon In St. Petersburg Live DVD (2007)

### Tony Hernando
- Tony Hernando THIII Live DVD (2006)

### Tony MacAlpine
- Starlicks Master Session VHS (1992)
- Live in L.A. DVD (1997)

### Yngwie Malmsteen
- Live at Budokan DVD (1994)

### Szóló DVD-k
- Rhythm Beast Performance DVD (2007)
- Double Bass Mechanics DVD (1996)
- Beginning Rock Drums DVD (1995)